# 松山新店線

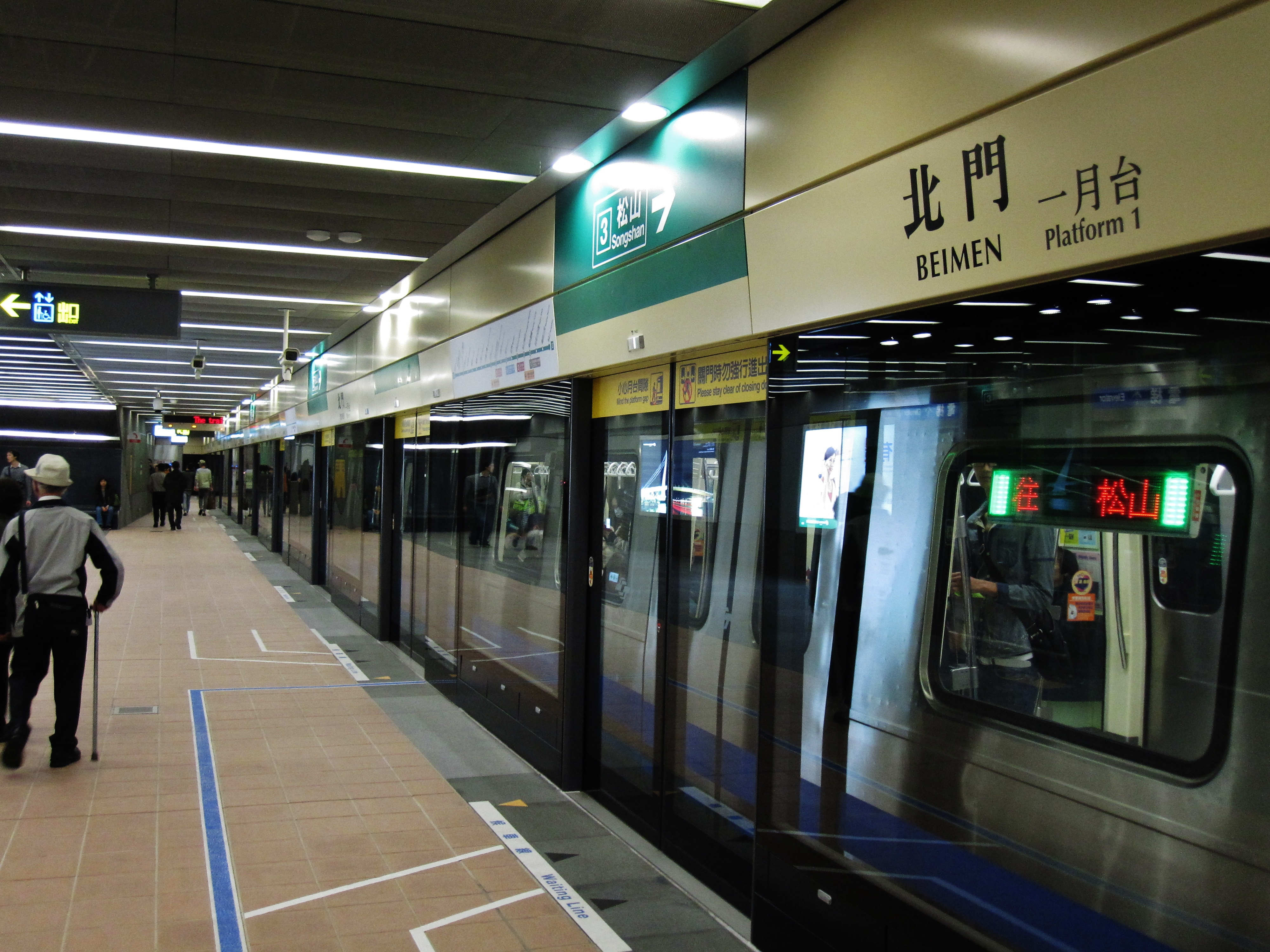
松山線北門站的月台區

松山新店線（別稱：綠線）為台北捷運營運中的一條捷運路線，起自新北市新店區新店站，往北沿北新路、羅斯福路至中正紀念堂站後，經愛國西路至小南門站，沿著中華路及塔城街銜接西門站和北門站後，沿著天水路、南京西路下方往東行駛並與淡水線中山站交會，繼續直行南京東路經松江南京站至南京三民站後，最後進入八德路四段迄於臺北市松山區松山車站。依興建期間與階段營運所使用的路線名稱，松山新店線還可再細分為新店線、小南門線和松山線，以西門站、中正紀念堂站為分界，西門站以北（東）為松山線，西門站到中正紀念堂站為小南門線，中正紀念堂站以南則為新店線。本路線在新北市新店區境內，有一條自七張站分出的小碧潭支線。目前為台北捷運和所有營運路線皆能站內轉乘的路線。

## 概要
松山新店線屬於高運量系統，全線皆為地下路線（小碧潭支線為地下至高架路線）；路線東起松山站，沿南京東路、南京西路、天水路後向南轉，沿塔城街、中華路至西門站，接著繼續沿中華路至愛國西路，向東轉至中正紀念堂站，再向南轉沿羅斯福路穿過景美溪，之後沿北新路至終點新店站，全長21.3公里。
在台北捷運路網開通的初期，台北捷運公司曾以綠線的名稱稱呼初期路線之一的新店線，並將綠線的範圍延伸至後續通車的小南門與松山線。2014年10月11日，為了配合松山線的通車，台北捷運公司公開新的路線命名規劃，將直通運行的松山線與新店線整併為一條路線，並定名為松山新店線，另外又為了便利外國旅客的理解，而增加了3號線的路線編號。2016年臺北捷運公司宣布於10月開始分階段進行車站站名增加編號作業，以「路線顏色英文字首」加「車站序號數字」為編碼原則，原3號線調整為編號「G」。
在1999年新店線開通後便與淡水線採用列車直通運行的方式營運，因此常被合稱為「淡水－新店線」，而「西門－中正紀念堂」之間，則另行設置小南門線獨立營運。直至2013年時，為了配合信義線通車開始進行大規模的路線調整，由於當時北段的松山線（西門站－松山站）仍在興建中，因此新店線列車仍暫時保持與淡水線直通行駛，在中正紀念堂站透過由新店線軌道換軌駛入淡水線，同時小南門線向南延駛至台電大樓站以補足「北投－台電大樓」取消後的運能。2014年松山線通車，松山新店線全線完工，路線再次進行調整，新店線不再與淡水線直通運行，小南門線也取消獨立營運，改成松山線－小南門線－新店線直通行駛。
本路線「中正紀念堂－台電大樓」段於2013年7月31日起正式採用列車入站廣播提示，使用的列車開始是只有區間車「北投－台電大樓」列車使用，隨信義線通車、小南門線延伸至台電大樓站、「北投－台電大樓」列車正式取消後，由於此路段出現三種列車行經，為加以辨識，所有列車於此路段都採用列車入站廣播提示（仿照中和新蘆線）。
本路線除了松山線（北門站－松山站）皆裝設全高式月台門以外，其餘車站（西門站－新店站及小碧潭站）皆裝設半高式月台門。成為台北捷運路網中第三條全線都裝設月台門的高運量捷運路線。
於環狀線東環段之可行性研究中，亦有自松山線尾軌延伸至內湖地區、劍南路站之規劃，惟基於高運量之硬體限制無法進入內科地區，而由環狀線延伸較具效益。

## 歷史
過往台北鐵道會社與臺灣鐵路管理局曾在今日新店線的所在位置上經營過一條地面鐵路路線——新店線，該鐵路線已經在1965年廢線，和今日的台北捷運新店線幾乎重疊。

### 「淡水－南勢角」時期
- 1991年1月：新店線開工。
- 1998年12月24日：「中正紀念堂－古亭」段正式通車啟用（直通淡水線、中和線），列車行駛區間為「淡水－南勢角」。

### 「淡水－新店」、「北投－南勢角」時期
- 1999年11月11日：「古亭－新店」段隨新店線全線完工而正式通車啟用，新增營運區間「淡水－新店」。

### 「淡水－新店」、「北投－南勢角」與「西門－中正紀念堂」時期
- 2000年8月31日：「中正紀念堂－西門」段（小南門營運區間）正式通車啟用，為獨立運行區間。
- 2001年9月17日：納莉颱風侵襲台灣，新店線古亭站以北及小南門線全線淹水，台北捷運所有路線停駛，9月19日起新店線採「新店－古亭」模式行車；而因為行控中心無法運作，營運部分只能降低車速及拉長班距。
- 2001年12月：全線恢復正常營運。
- 2004年9月29日：「七張－小碧潭」（小碧潭支線）啟用，為獨立運行區間。
- 2006年8月19日：松山線開工。
- 2008年12月31日：地底開挖作業於南京東路三段環亞大樓前（南京復興站－台北小巨蛋站間）挖到固定該大樓地基的數條地錨，潛盾機一度受困，因擔心貿然拔除地錨影響大樓結構安全，該路段暫時停工。[4]
- 2009年1月14日：臺北市政府捷運工程局發表聲明，松山線施工挖到環亞百貨大樓地錨不影響松山線通車時程，該路段潛盾隧道預定2010年9月以後進行鑽掘施作。
- 2010年10月27日：8點34分中正紀念堂站一列北投方向列車傳出煞車系統異常而停駛，「台電大樓－台北車站」路段改採單線雙向模式營運，全線延誤狀況至10點左右方告解決，淡水線全線約2萬多人次受到影響。
- 2010年11月3日：松江南京站隨新莊線月台通車開放使用，松山線月台不開放載客。
- 2011年12月7日：因北門站在塔城街與鄭州路間挖到9支地下障礙物的H型鋼，導致工期延宕四至六個月。
- 2012年7月：松山線潛盾隧道全線貫通。

### 「淡水－新店」、「北投－台電大樓」與「西門－中正紀念堂」時期
- 2012年9月30日：隨東門站通車，原「北投－南勢角」區間取消，改為「北投－台電大樓」運區間。
- 2013年3月：松山線完工。[5]
- 2013年4月24日：松山線開始進行列車動態測試。
- 2013年11月23日：因應信義線通車，「北投－台電大樓」營運模式開行最後列車。

### 「淡水－新店」與「西門－台電大樓」時期
- 2013年11月24日：隨信義線通車，原「北投－台電大樓」以及「中正紀念堂－西門」區間車[註 6]取消，改為「西門－台電大樓」營運區間。
- 2014年10月18日：西門站、小南門站回歸原始設計，固定月臺發車方向。
- 2014年11月10日：台北市長郝龍斌宣布松山線於11月15日6:00通車。
- 2014年11月14日：松山線在北門站舉行通車儀式[6]。 原「淡水－新店」營運模式及小南門線當晚12:00發出最後列車後走入歷史。

### 松山新店線時期
- 2014年11月15日：松山線正式營運並和新店線連接，全線通車[7]。381型列車（545/546）成為通車的首班列車，於上午六點由松山站開出。

- 2016年9月13日：凌晨4點12分一輛軌道工程車在小南門站正要離開往松山方向時，突然發生車輪偏移脫軌造成工程車動彈不得，由於工程車重量過重加上軌道空間狹窄導致修復不易，甚至已到營運時間無法修復完成，隨後捷運公司立即採取小南門站至中山站以單線雙向營運，並啟動公館站至西門站公車接駁作業[註 7]，直到15點41分完成初步修復作業後將工程車移往西門站北側的橫渡線上暫時停放，經巡軌檢查作業完成後於17點39分恢復全線正常營運。此脫軌事故造成影響營運長達11小時及影響旅客1萬5千人左右[8]。

- 2016年10月：臺北捷運公司宣布開始分階段進行車站站名增加編號作業，以「路線顏色英文字首」加「車站序號數字」為編碼原則，原3號線調整為編號「G」。[9]

- 2018年4月：隨着小南門站的月台閘門投入使用，至此本路線之主線路段的所有車站皆有月台門。

- 2018年9月：隨着小碧潭站的月台閘門投入使用，至此本路線及小碧潭支線的所有車站皆有月台門，小碧潭站成為松山新店線最後一個裝上月台門的車站。[來源請求]
- 2020年1月31日：環狀線（西環段）通車，大坪林站成為轉乘站。

## 列車營運模式
目前營運模式：
- 「松山－新店」列車：全程列車。

時間：2014年11月15日起
- 「松山－台電大樓」列車：區間列車，非尖峰時段（或者是颱風期間）不開行。
- 「七張－松山」列車：加班車，平日尖峰前開行。

時間：2014年11月15日起
- 「大坪林－松山」列車：轉運列車，0:00正班車過後加開。

時間：2020年1月31日起
- 「北門－松山」列車：轉運列車，「大坪林－松山」轉運列車過後再加開。

時間：2017年3月2日起
- 「南京復興－新店」列車：轉運列車，0:00正班車過後加開。

時間：2014年11月15日起
松山新店線車次編號：
- 301～335：「松山－新店」全程列車/「松山－台電大樓」區間列車
- 371：小碧潭支線

廢止營運模式：
- 「淡水－南勢角」列車：1998年新店線通車路段與中和線及淡水線直通的營運模式。

時間：1998年12月24日－1999年11月10日
- 「淡水－新店」列車：新店線自1999年通車後便直通淡水線，直至2014年11月14日因應隔日松山線通車，新店線不再與淡水線直通營運，改與松山線直通營運，開行最後列車後取消。

時間：1999年11月11日－2014年11月14日
- 「北投－南勢角」列車：1999年因新店線全線通車而調整的營運模式。

時間：1999年11月11日－2012年9月29日
- 「北投－台電大樓」列車：2012年因應新蘆線與中和線貫通，為補足原「北投－南勢角」區間班距而加開的區間車。

時間：2012年9月30日－2013年11月23日
- 「台北車站－南勢角」列車：「北投－南勢角」列車於晚上11時後的變更模式。東門站通車、路網整併後因評估運量不足而廢止。

時間：1999年11月11日－2012年9月29日
- 「台北車站－台電大樓」列車：「北投－台電大樓」列車於晚上11時後的變更模式。信義線通車、路網整併後因評估運量不足而廢止。

時間：2012年9月30日－2013年11月23日
- 「西門－中正紀念堂」列車：小南門線獨立區間，2000年與板南線「龍山寺－新埔」路段通車後為不影響正線營運而先獨立為一個區間。

時間：2000年8月31日－2013年11月23日
- 「西門－台電大樓」列車：2013年信義線通車後因應原「北投－台電大樓」模式取消，為補足原中正紀念堂站、古亭站的班距，原小南門線直接延駛至新店線台電大樓站。

時間：2013年11月24日－2014年11月14日
- 「中山－松山」：桃園機場捷運線通車前的轉運列車，「古亭－松山」轉運列車過後加開。

時間：2014年11月15日－2017年3月1日
- 「古亭－松山」：環狀線通車前的轉運列車，0:00正班車過後加開。

時間：2014年11月15日－2020年1月30日

## 使用列車
- C371型3系-19列
  - 編組：301/302～337/338
- C381型-9列 （其中一列531/532暫時從 淡水信義線調來臨時支援）
  - 編組：531/532～547/548

## 營運時間與班距
- 平均班距：
  - 平常日（週一至週五）
    - 尖峰時段（07:00～09:00，17:00～19:30）：台電大樓以北之區間約3分鐘，公館以南之區間約4～6分鐘。
    - 離峰時段：6～8分鐘。
    - 23:00以後：約12分鐘。

  - 例假日（週六、週日及國定假日）
    - 06:00～09:00：約8～10分鐘。
    - 09:00～23:00：約6～8分鐘。
    - 23:00以後：約12分鐘。[10]

## 車站
| 路線         | 路線   | 路線 | 路線              | 編號              | 工程代碼            | 名稱 | 名稱                    | 站體型式 | 所在地 | 所在地 | 交會路線                    |
| 路線         | 路線   | 路線 | 路線              | 編號              | 工程代碼            | 中文 | 英文                    | 站體型式 | 所在地 | 所在地 | 交會路線                    |
| ------------ | ------ | ---- | ----------------- | ----------------- | ------------------- | --- | ----------------------- | -------- | ------ | ------ | --------------------------- |
| G 松山新店線 |        |      |                   |                   |                     | |                         |          |        |        |                             |
| 松山線       |        |      |                   | G19               | G22                 | 松山 |                         | 地下     | 臺北市 | 信義區 | 臺灣鐵路縱貫線北段 · 環狀線 |
| 松山線       | 松山區 |      |                   | G19               | G22                 | 松山 |                         | 地下     | 臺北市 |        | 臺灣鐵路縱貫線北段 · 環狀線 |
| 松山線       |        | G18  | G21               | 南京三民          |                     | 不適用 |                         | 地下     | 臺北市 |        |                             |
| 松山線       |        | G17  | G19               | 台北小巨蛋        |                     | 不適用 |                         | 地下     | 臺北市 |        |                             |
| 松山線       |        | G16  | G18               | 南京復興          |                     | 文湖線 |                         | 地下     | 臺北市 |        |                             |
| 松山線       | 中山區 | G16  | G18               | 南京復興          |                     | 文湖線 |                         | 地下     | 臺北市 |        |                             |
| 松山線       |        | G15  | G17               | 松江南京          |                     | 中和新蘆線 |                         | 地下     | 臺北市 |        |                             |
| 松山線       |        | G14  | G16               | 中山              |                     | 淡水信義線 |                         | 地下     | 臺北市 |        |                             |
| 松山線       | 大同區 | G14  | G16               | 中山              |                     | 淡水信義線 |                         | 地下     | 臺北市 |        |                             |
| 松山線       |        | G13  | G14               | 北門 （大稻埕南） |                     | 臺灣高速鐵路：台北 · 臺灣鐵路縱貫線北段：臺北 · 淡水信義線：台北車站 · 板南線：台北車站 · 桃園機場捷運：台北車站 |                         | 地下     | 臺北市 |        |                             |
| 松山線       |        | G12  | G13               | 西門              |                     | 萬華區 | 板南線                  | 地下     | 臺北市 |        |                             |
| 小南門線     | 中正區 | G12  | G13               | 西門              |                     | | 板南線                  | 地下     | 臺北市 |        |                             |
| 小南門線     | 中正區 |      | G11               | G12               | 小南門              | | 不適用                  | 地下     | 臺北市 |        |                             |
| 小南門線     | 中正區 |      | G10               | G11               | 中正紀念堂 （南門） | | 淡水信義線 · 萬大樹林線 | 地下     | 臺北市 |        |                             |
| 新店線       | 中正區 |      | G10               | G11               | 中正紀念堂 （南門） | | 淡水信義線 · 萬大樹林線 | 地下     | 臺北市 |        |                             |
|              | 中正區 | G09  | G10               | 古亭              |                     | 中和新蘆線 |                         | 地下     | 臺北市 |        |                             |
| 大安區       |        | G09  | G10               | 古亭              |                     | 中和新蘆線 |                         | 地下     | 臺北市 |        |                             |
|              | G08    | G9   | 台電大樓          |                   | 不適用              | |                         | 地下     | 臺北市 |        |                             |
| 中正區       | G08    | G9   | 台電大樓          |                   | 不適用              | |                         | 地下     | 臺北市 |        |                             |
|              | G07    | G7   | 公館 （台灣大學） |                   | 不適用              | |                         | 地下     | 臺北市 |        |                             |
| 大安區       | G07    | G7   | 公館 （台灣大學） |                   | 不適用              | |                         | 地下     | 臺北市 |        |                             |
|              | G06    | G6   | 萬隆              |                   | 不適用              | 文山區 |                         | 地下     | 臺北市 |        |                             |
|              | G05    | G5   | 景美              |                   | 不適用              | 文山區 |                         | 地下     | 臺北市 |        |                             |
|              | G04    | G4   | 大坪林            |                   | 新北市              | 新店區 | 環狀線                  | 地下     |        |        |                             |
|              | G03    | G3   | 七張              |                   | 新北市              | 新店區 | 小碧潭支線              | 地下     |        |        |                             |
|              |        | G3   | 七張              |                   | 新北市              | 新店區 | 小碧潭支線              | 地下     |        |        |                             |
|              |        |      | G02               | G2                | 新北市              | 新店區 | 新店區公所              | 地下     |        | 不適用 |                             |
|              |        | G01  | G1                | 新店 （碧潭）     | 新北市              | 新店區 |                         | 地下     |        | 不適用 |                             |
| 小碧潭支線   |        |      | G03A              | G1A               | 新北市              | 新店區 | 小碧潭 （新店高中）     |          | 高架   | 不適用 |                             |

### 月台配置
- 島式月台：松山－南京復興、中山、小南門、台電大樓－大坪林、新店
- 側式月台：松江南京、北門、七張、新店區公所、小碧潭
- 島疊式月台：西門、中正紀念堂、古亭

## 紀念章
路線戳章
於車站戳章推出前，僅有路線紀念戳章，分別為：
- 新店線：新店碧潭吊橋。

車站戳章
本線於2015年2月11日開始採用「車站專屬紀念章戳」，各站的紀念章如下：
- 松山站：

饒河街夜市招牌、松山慈祐宮、胡椒餅。
- 南京三民站：

麥帥一橋、戲偶（指涉偶戲館）。新版為台北機廠，舊版為京華城。
- 台北小巨蛋站：

小巨蛋、台北田徑場。
- 南京復興站：

該站站體、兄弟大飯店。
- 松江南京站：

四平陽光商圈、紙博物館、袖珍博物館。
- 中山站：

台北之家、百貨公司、木工桶（指涉林田桶店）。
- 北門站：

台北府城北門、台北郵局、相機。
- 西門站：

西門紅樓、中山堂、電影影帶、琵琶。
- 小南門站：

國立歷史博物館、植物園荷花池畔、小南門。
- 中正紀念堂站：

中正紀念堂、鴿子。
- 古亭站：

紀州庵、師大紅樓與噴水池、南昌公園。
- 台電大樓站：

敬字亭、台電大樓。
- 公館站：

腳踏車、台大校門、傅鐘與椰林大道、自來水博物館。
- 萬隆站：

台北花木批發市場、景美運動公園、義芳居古厝。
- 景美站：

仙跡岩步道及涼亭。
- 大坪林站：

該站捷運共構大樓、劉氏的文記堂。
- 七張站：

該站捷運共構大樓、原野公園。
- 新店區公所站：

大香山慈音巖、楓香大道。
- 新店站：

碧潭吊橋、天鵝船、碧潭刻字。
- 小碧潭站：

該站月台、遠方的陽光橋。

## 外部連結
- 臺北大眾捷運股份有限公司（繁體中文） （页面存档备份，存于）